# Mallochohelea flavidula
Mallochohelea flavidula är en tvåvingeart som först beskrevs av Malloch 1914.  Mallochohelea flavidula ingår i släktet Mallochohelea och familjen svidknott. Inga underarter finns listade i Catalogue of Life.